# Cămășile Roșii
Cămășile roșii (în italiană Camicie rosse) este numele dat voluntarilor lui Giuseppe Garibaldi din Italia de sud din timpul Expediției celor O Mie, dar uneori este folosit și la alte campanii ale acestuia. Numele provine de la culoarea cămășilor purtate de voluntari.

## Context
În anii de exil, Garibaldi a fost implicat într-o acțiune militară în Uruguay și a trăit o vreme la New York City. Mai târziu s-a spus despre ambele locuri că ar fi locul de naștere al cămășii roșii garibaldiene.
Formarea forței de voluntari din Uruguay, stăpânirea tehnicilor de război de gherilă, opoziția față de ambițiile teritoriale ale Braziliei și Argentinei (percepute de liberali ca fiind țări imperialiste) și victoriile din bătăliile de la Cerro și Sant'Antonio din 1846 care au asigurat independența Uruguayului au făcut din Garibaldi și din oamenii săi eroi în Italia și în Europa.
În Uruguay, bazându-se pe italienii din Montevideo, Garibaldi și-a format Legiunea Italiană în 1843. În anii ce au urmat s-a spus că în Uruguay s-ar fi purtat pentru prima oară cămășile roșii asociate cu „cei o mie” ai lui Garibaldi, cămăși ce ar fi fost obținute de la o fabrică din Montevideo ce intenționa să le exporte către abatoarele din Argentina. Nu există însă dovezi documentare despre cămăși roșii purtate de măcelarii argentinieni în anii 1840, iar celebrele camicie rosse au apărut abia odată cu luptele lui Garibaldi din Roma în 1849–50.

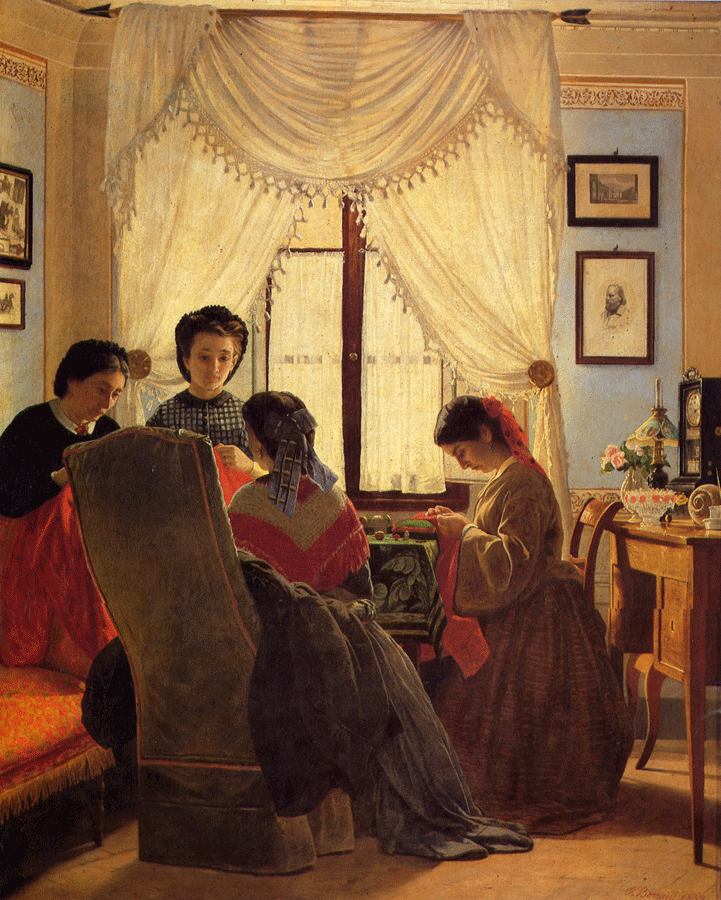
Cusutul cămăşilor roşii pentru voluntari: Odoardo Borrani, Cucitrici di camicie rosse, 1863

Mai târziu, după eșecul campaniei pentru Roma, Garibaldi a petrecut câțiva ani, în perioada 1850–53, cu patriotul și inventatorul italian Antonio Meucci, într-o casă gotică, astăzi monument istoric, pe Staten Island, New York City, înainte de a pleca spre Italia în 1853.
La New York, în perioada dinaintea Războiului Civil American, companiile rivale de pompieri voluntari erau eroii muncitori ai orașului. Curajul lor, spiritul lor civic și camaraderia de care făceau dovadă i-au inspirat pe admiratorii lor fanatici din întreg New Yorkul, denumiți "Buffs".

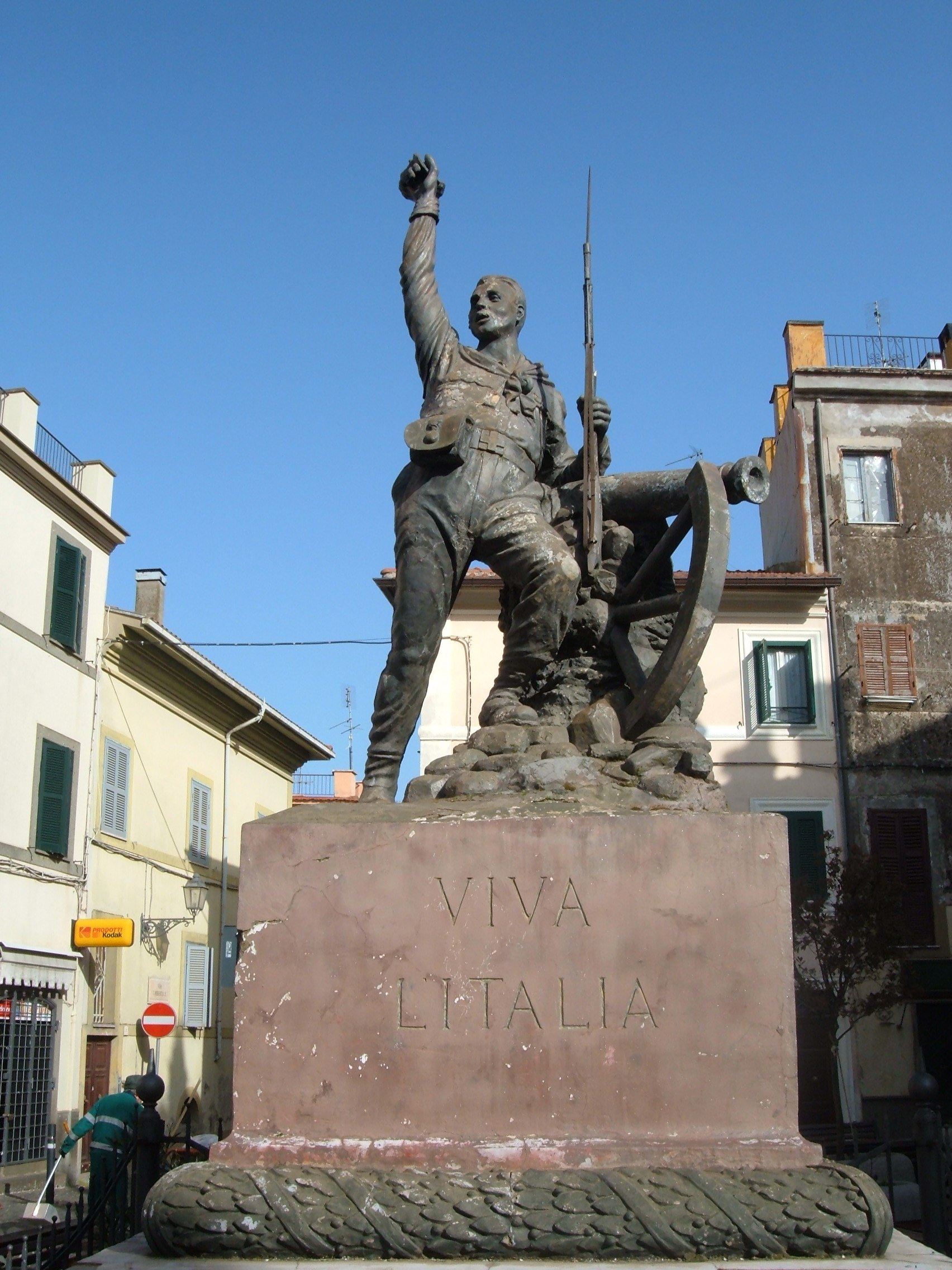
Monument tipic al Garibaldinilor, la Monte Porzio

Companiile de pompieri voluntari aveau uniforme cu un grad variat de detaliu și completitudine, dar toți purtau cămăși de flanel roșii. Când s-a întors în Italia după perioada petrecută în New York, cămășile roșii și-au făcut prima dată apariția printre susținătorii lui.
Garibaldi a rămas un erou pentru numeroși imigranți europeni din New York. „Garda Garibaldi” a luptat în Războiul Civil American, 1861–65. Parte din uniforma lor erau „cămășile Garibaldi”, de lângă roșie—purtate cel puțin de soldații de rând. New York Tribune scria:
| “ | Ofițerii Gărzii sunt oameni care au avut rol de comandă în armatele revoluționare maghiară, italiană și germană. Mulți dintre ei au fost în armatele sardă și franceză în Crimeea și în Algeria. | ” |

În anii 1860, împărăteasa Eugénie a Franței a declanșat moda cămășilor Garibaldi, stilul rămânând la modă mai mulți ani, fiind apoi transformat în epoca victoriană în cămășile cu talie și în bluzele pentru femei.
Cămășile Roșii l-au inspirat pe Mussolini când a înființat unitățile fasciste ale „cămășilor negre” și de acolo la „Cămășile Brune” (Sturmabteilung –SA) ale lui Hitler, precum și gruparea cvasifascistă irlandeză „Cămășile Albastre” a lui Eoin O'Duffy. Cămășile Roșii nu au avut, însă, nimic de a face cu vreo ideologie protofascistă; Garibaldi însuși era un cunoscut socialist, iar oamenii săi erau patrioți italieni de diferite orientări politice, uniți în numele libertății și unității naționale.